# The Economic Journal
The Economic Journal is een van de toonaangevende wetenschappelijke tijdschriften in de economische wetenschap. Het wordt uitgegeven in opdracht van de Royal Economic Society.
Het tijdschrift is een van de oudste tijdschriften in de economie. Het werd in 1891 voor het eerst gepubliceerd "met het oog op de bevordering van de vooruitgang van de economische kennis".
Een van de oprichtende redacteuren was Francis Ysidro Edgeworth.
John Maynard Keynes was van 1911 tot 1946 hoofdredacteur van The Economic Journal.